# Атанас Ценев
Атанас Георгиев Ценев е български писател (сценарист и белетрист).

## Биография
Роден е в Русе на 1 септември 1933 г. Завършва българска филология в Софийския университет „Климент Охридски“ през 1955 г. Умира в София на 30 април 2005 г.

## Филмография
Като сценарист
- Левакът (1987)
- Почти вълшебно приключение (1986)
- Ян Бибиян (1985)
- Златният век (1984)
- Къде живееш? (1983)
- Може би фрегата (1980)
- Снимки за спомен (1979)
- Хора отдалече (1977)
- Очакване (1973)[1]
- Сбогом, приятели! (1970)
- Карамбол (1966)

Като актьор
- Експерти (2001)